# جنبش هند را ترک کنید
جنبش هند را ترک کنید، همچنین به نام بهارات چودو آندولان، جنبشی بود که در ۹ آگوست ۱۹۴۲، در جلسه کمیته همایش همه هند (بمبئی) توسط مهاتما گاندی و در طول جنگ جهانی دوم  آغاز و خواستار پایان‌دادن به حکومت بریتانیا در هند شد.
پس از اینکه بریتانیا نتوانست حمایت هند را برای عملیات نظامی بریتانیا در ماموریت کریپس به‌ دست‌ آورد، گاندی در سخنرانی جنبش ترک هندوستان خود که در بمبئی در ۹ اوت ۱۹۴۲ در میدان تانک گوالیا ارائه کرد، هشداری خطاب به بریتانیایی‌ها داد که یا این کار را انجام دهید یا بمیرید . نایب‌السلطنه لینلیثگو این جنبش را "جدی‌ترین شورش از سال ۱۸۵۷" نامید.  
کمیته همایش همه هند، اعتراضی گسترده را به‌راه انداخت و خواستار چیزی شد که گاندی آن را «خروج منظم بریتانیا» از هند خواند. با وجود اینکه انگلیسی‌ها در حال جنگ بودند، آماده مقابله‌به‌مثل با جنبش هندی‌ها هم بودند. تقریباً تمام رهبران حزب کنگره ملی هند در ساعتی پس از سخنرانی گاندی، بی‌محاکمه زندانی شدند. بیشتر آنها، بقیه جنگ را در زندان و بی‌ارتباط با مردم سپری کردند. بریتانیایی‌ها از حمایت شورای اجرایی نایب‌السلطنه ، اتحادیه مسلمانان سراسر هند، هندو ماهاساباها، ایالت‌های شاهزاده‌نشین، پلیس امپراتوری هند، ارتش هند بریتانیا و خدمات کشوری هند برخوردار بودند. بسیاری از تاجران هندی که از هزینه‌های سنگین دوران جنگ سود می‌بردند، از جنبش ترک هند حمایت نکردند. حمایت عمده خارجی از سوی آمریکایی‌ها صورت گرفت، زیرا رئیس‌جمهور فرانکلین دی. روزولت ، نخست‌وزیر وینستون چرچیل را تحت فشار قرار داد تا به برخی از خواسته‌های هند تسلیم شود. 
حوادث خشونت‌آمیز گوناگونی در سراسر کشور علیه رژیم انگلیس رخ داد. انگلیسی‌ها، ده‌ها هزار رهبر جنبش را دستگیر کردند و آنها را تا سال ۱۹۴۵ در زندان نگه داشتند. در نهایت، دولت بریتانیا متوجه شد که هند در درازمدت غیرقابل کنترل است و این سوال برای دوران پس از جنگ مطرح شد که چگونه می‌توان با آرامش و صلح از آن خارج شد.
این جنبش در سال ۱۹۴۵ با آزادی آزادی‌خواهان زندانی پایان یافت. از شهدای این جنبش آزادی می‌توان به موکوندا کاکاتی ، ماتانگینی هزرا ، کانکلاتا باروا ، کوشال کنوار ، بوگسواری فوکانانی و دیگران اشاره کرد.  در سال ۱۹۹۲، بانک مرکزی هند یک سکه یادبود یک روپیه‌ای به یادبود جشن پنجاه‌سالگی جنبش هند را ترک کنید ضرب کرد. 